# Campeonato colombiano 1958
El Campeonato colombiano 1958 fue el undécimo (11°) torneo de la Categoría Primera A de fútbol profesional colombiano en la historia. 

## Desarrollo
La principal novedad del torneo fue el retiro del Independiente Medellín por problemas económicos. Atlético Nacional, el otro equipo paisa, estuvo cerca de seguirle los pasos pero gracias a la colecta popular hecha en conocida como La Natillera, los «Verdolagas» pudieron disputar el torneo desde el 3 de mayo (con la aprobación de la Dimayor, a pesar de su tardío ingreso) contando para ello con 5 jugadores traídos del equipo «poderoso». Lo que valdría para que el equipo fuera conocido por el popular mote de Independiente Nacional. Además el Boca Juniors de Cali anunció el retiro definitivo del campeonato e igualmente se retiró temporalmente el Unión Magdalena, así como aparecía tras cuatro años de ausencia, el Atlético Manizales.
Se jugaron cuatro vueltas entre los 10 equipos participantes (dos de ida y dos de vuelta) sumando 36 partidos. En la penúltima fecha, Santa Fe y Millonarios igualaron a 46 puntos. Para la última jornada Millonarios visitó a Cúcuta Deportivo y empató 2-2 mientras que el conjunto cardenal ganó 2-0 al Atlético Manizales.
El campeón de esta edición fue el Santa Fe, logrando su segundo título luego de diez años sin lograrlo. El subcampeón fue Millonarios, también de Bogotá. El goleador fue José Américo Montanini del Atlético Bucaramanga con 36 goles seguido de Wálter Marcolini del Deportes Quindío.

## Datos de los clubes
| Equipo                 | Departamento       | Ciudad      |
| ---------------------- | ------------------ | ----------- |
| América de Cali        | Valle del Cauca    | Cali        |
| Atlético Bucaramanga   | Santander          | Bucaramanga |
| Atlético Manizales     | Caldas             | Manizales   |
| Cúcuta Deportivo       | Norte de Santander | Cúcuta      |
| Deportes Quindío       | Caldas             | Armenia     |
| Deportes Tolima        | Tolima             | Ibagué      |
| Deportivo Pereira      | Caldas             | Pereira     |
| Atlético Nacional      | Antioquia          | Medellín    |
| Millonarios            | Bogotá, D. C.      | Bogotá      |
| Independiente Santa Fe | Bogotá, D. C.      | Bogotá      |

## Clasificación
| Pos. | Equipo               | Pts. | PJ | G  | E  | P  | GF | GC | Dif. | Clasificación |
| ---- | -------------------- | ---- | -- | -- | -- | -- | -- | -- | ---- | ------------- |
| 1    | Santa Fe             | 48   | 36 | 17 | 14 | 5  | 78 | 51 | +27  | Campeón.      |
| 2    | Millonarios          | 47   | 36 | 20 | 7  | 9  | 68 | 42 | +26  |               |
| 3    | Atlético Bucaramanga | 44   | 36 | 18 | 8  | 10 | 68 | 54 | +14  |               |
| 4    | Deportivo Pereira    | 42   | 36 | 18 | 6  | 12 | 60 | 54 | +6   |               |
| 5    | Atlético Nacional    | 39   | 36 | 14 | 11 | 11 | 66 | 56 | +10  |               |
| 6    | Deportes Tolima      | 38   | 36 | 12 | 14 | 10 | 65 | 61 | +4   |               |
| 7    | Cúcuta Deportivo     | 33   | 36 | 11 | 11 | 14 | 63 | 66 | −3   |               |
| 8    | Deportes Quindío     | 31   | 36 | 10 | 11 | 15 | 68 | 64 | +4   |               |
| 9    | Atlético Manizales   | 26   | 36 | 10 | 6  | 20 | 65 | 98 | −33  |               |
| 10   | América de Cali      | 12   | 36 | 4  | 4  | 28 | 44 | 99 | −55  |               |

 Fuente: Rsssf

## Resultados
Fecha 01 mayo 11
| América     | 1 | 0 | Manizales   |
| Cúcuta      | 1 | 2 | Santa Fe    |
| Tolima      | 1 | 0 | Pereira     |
| Millonarios | 4 | 1 | Bucaramanga |
| Quindío     | 1 | 2 | Nacional    |

Fecha 02 mayo 15
| Bucaramanga | 3 | 1 | Cúcuta      |
| Nacional    | 2 | 4 | Tolima      |
| Pereira     | 2 | 0 | Millonarios |
| Santa Fe    | 5 | 2 | América     |
| Manizales   | 3 | 3 | Quindío     |

Fecha 03 mayo 18
| Bucaramanga | 0 | 3 | Pereira   |
| Cúcuta      | 1 | 0 | América   |
| Tolima      | 5 | 0 | Manizales |
| Millonarios | 1 | 1 | Nacional  |
| Quindío     | 2 | 0 | Santa Fe  |

Fecha 04 mayo 25
| América   | 2 | 7 | Quindío     |
| Nacional  | 2 | 2 | Bucaramanga |
| Pereira   | 2 | 1 | Cúcuta      |
| Santa Fe  | 3 | 2 | Tolima      |
| Manizales | 1 | 2 | Millonarios |

Fecha 05 junio 01
| Bucaramanga | 4 | 1 | Manizales |
| Cúcuta      | 1 | 2 | Quindío   |
| Tolima      | 6 | 2 | América   |
| Pereira     | 4 | 3 | Nacional  |
| Millonarios | 0 | 3 | Santa Fe  |

Fecha 06 junio 05
| América   | 1 | 2 | Millonarios |
| Nacional  | 3 | 2 | Cúcuta      |
| Santa Fe  | 1 | 0 | Bucaramanga |
| Manizales | 2 | 1 | Pereira     |
| Quindío   | 3 | 3 | Tolima      |

Fecha 07 junio 08
| Bucaramanga | 2 | 0 | América   |
| Nacional    | 4 | 2 | Manizales |
| Cúcuta      | 1 | 2 | Tolima    |
| Pereira     | 1 | 1 | Santa Fe  |
| Millonarios | 2 | 1 | Quindío   |

Fecha 08 junio 15
| América  | 3 | 3 | Pereira     |
| Cúcuta   | 3 | 2 | Manizales   |
| Tolima   | 0 | 2 | Millonarios |
| Santa Fe | 3 | 3 | Nacional    |
| Quindío  | 1 | 1 | Bucaramanga |

Fecha 09 junio 22
| Bucaramanga | 2 | 1 | Tolima   |
| Nacional    | 0 | 1 | América  |
| Pereira     | 2 | 1 | Quindío  |
| Manizales   | 1 | 3 | Santa Fe |
| Millonarios | 0 | 0 | Cúcuta   |

Fecha 10 junio 29
| Bucaramanga | 4 | 2 | Millonarios |
| Nacional    | 2 | 0 | Quindío     |
| Pereira     | 2 | 1 | Tolima      |
| Santa Fe    | 3 | 0 | Cúcuta      |
| Manizales   | 3 | 2 | América     |

Fecha 11 Julio 06
| América     | 1 | 2 | Santa Fe    |
| Cúcuta      | 2 | 0 | Bucaramanga |
| Tolima      | 1 | 1 | Nacional    |
| Millonarios | 2 | 1 | Pereira     |
| Quindío     | 1 | 1 | Manizales   |

Fecha 12 Julio 13
| América   | 0 | 1 | Cúcuta      |
| Nacional  | 1 | 4 | Millonarios |
| Pereira   | 3 | 0 | Bucaramanga |
| Santa Fe  | 2 | 0 | Quindío     |
| Manizales | 4 | 4 | Tolima      |

Fecha 13 Julio 20
| Bucaramanga | 2 | 0 | Nacional  |
| Cúcuta      | 4 | 1 | Pereira   |
| Tolima      | 1 | 1 | Santa Fe  |
| Millonarios | 0 | 1 | Manizales |
| Quindío     | 2 | 0 | América   |

Fecha 14 julio 27
| América   | 1 | 3 | Tolima      |
| Nacional  | 4 | 0 | Pereira     |
| Santa Fe  | 1 | 1 | Millonarios |
| Manizales | 1 | 3 | Bucaramanga |
| Quindío   | 8 | 4 | Cúcuta      |

Fecha 15 agosto 03
| Bucaramanga | 1 | 1 | Santa Fe  |
| Cúcuta      | 1 | 1 | Nacional  |
| Tolima      | 1 | 1 | Quindío   |
| Pereira     | 4 | 1 | Manizales |
| Millonarios | 5 | 2 | América   |

Fecha 16 agosto 08
| América   | 2 | 3 | Bucaramanga |
| Tolima    | 1 | 1 | Cúcuta      |
| Santa Fe  | 2 | 2 | Pereira     |
| Manizales | 0 | 2 | Nacional    |
| Quindío   | 0 | 1 | Millonarios |

Fecha 17 agosto 10
| Bucaramanga | 1 | 1 | Quindío  |
| Nacional    | 2 | 2 | Santa Fe |
| Pereira     | 2 | 0 | América  |
| Manizales   | 1 | 3 | Cúcuta   |
| Millonarios | 1 | 1 | Tolima   |

Fecha 18 agosto 17
| América  | 1 | 1 | Nacional    |
| Cúcuta   | 3 | 2 | Millonarios |
| Tolima   | 1 | 0 | Bucaramanga |
| Santa Fe | 3 | 3 | Manizales   |
| Quindío  | 1 | 1 | Pereira     |

Fecha 19 agosto 24
| América     | 4 | 2 | Manizales   |
| Cúcuta      | 3 | 1 | Santa Fe    |
| Tolima      | 0 | 2 | Pereira     |
| Millonarios | 1 | 2 | Bucaramanga |
| Quindío     | 0 | 1 | Nacional    |

Fecha 20 agosto 31
| Bucaramanga | 2 | 0 | Cúcuta      |
| Nacional    | 1 | 1 | Tolima      |
| Pereira     | 0 | 1 | Millonarios |
| Santa Fe    | 4 | 1 | América     |
| Manizales   | 2 | 0 | Quindío     |

Fecha 21 septiembre 07
| Bucaramanga | 3 | 0 | Pereira   |
| Cúcuta      | 2 | 0 | América   |
| Tolima      | 2 | 1 | Manizales |
| Millonarios | 1 | 3 | Nacional  |
| Quindío     | 3 | 4 | Santa Fe  |

Fecha 22 septiembre 14
| América   | 1 | 5 | Quindío     |
| Nacional  | 2 | 1 | Bucaramanga |
| Pereira   | 2 | 1 | Cúcuta      |
| Santa Fe  | 2 | 2 | Tolima      |
| Manizales | 1 | 1 | Millonarios |

Fecha 23 septiembre 21
| Bucaramanga | 3 | 5 | Manizales |
| Cúcuta      | 3 | 1 | Quindío   |
| Tolima      | 2 | 0 | América   |
| Pereira     | 4 | 3 | Nacional  |
| Millonarios | 2 | 0 | Santa Fe  |

Fecha 24 septiembre 28
| América   | 0 | 2 | Millonarios |
| Nacional  | 2 | 1 | Cúcuta      |
| Santa Fe  | 3 | 2 | Bucaramanga |
| Manizales | 2 | 1 | Pereira     |
| Quindío   | 1 | 1 | Tolima      |

Fecha 25 octubre 05
| Bucaramanga | 4 | 2 | América   |
| Nacional    | 4 | 0 | Manizales |
| Cúcuta      | 3 | 4 | Tolima    |
| Pereira     | 1 | 0 | Santa Fe  |
| Millonarios | 3 | 0 | Quindío   |

Fecha 26 octubre 12
| América  | 0 | 2 | Pereira     |
| Cúcuta   | 4 | 2 | Manizales   |
| Tolima   | 0 | 2 | Millonarios |
| Santa Fe | 2 | 1 | Nacional    |
| Quindío  | 1 | 1 | Bucaramanga |

Fecha 27 octubre 19
| Bucaramanga | 2 | 1 | Tolima   |
| Nacional    | 1 | 2 | América  |
| Pereira     | 3 | 0 | Quindío  |
| Manizales   | 0 | 6 | Santa Fe |
| Millonarios | 5 | 2 | Cúcuta   |

Fecha 28 octubre 26
| Bucaramanga | 1 | 0 | Millonarios |
| Nacional    | 2 | 4 | Quindío     |
| Pereira     | 1 | 0 | Tolima      |
| Santa Fe    | 1 | 1 | Cúcuta      |
| Manizales   | 4 | 3 | América     |

Fecha 29 noviembre 02
| América     | 4 | 4 | Santa Fe    |
| Cúcuta      | 1 | 1 | Bucaramanga |
| Tolima      | 2 | 1 | Nacional    |
| Millonarios | 2 | 2 | Pereira     |
| Quindío     | 3 | 1 | Manizales   |

Fecha 30 noviembre 09
| América   | 1 | 1 | Cúcuta      |
| Nacional  | 1 | 0 | Millonarios |
| Pereira   | 0 | 1 | Bucaramanga |
| Santa Fe  | 3 | 1 | Quindío     |
| Manizales | 2 | 2 | Tolima      |

Fecha 31 noviembre 15
| Bucaramanga | 0 | 0 | Nacional  |
| Cúcuta      | 1 | 1 | Pereira   |
| Tolima      | 1 | 1 | Santa Fe  |
| Millonarios | 3 | 2 | Manizales |
| Quindío     | 4 | 0 | América   |

Fecha 32 noviembre 23
| América   | 1 | 2 | Tolima      |
| Nacional  | 3 | 0 | Pereira     |
| Santa Fe  | 0 | 1 | Millonarios |
| Manizales | 6 | 4 | Bucaramanga |
| Quindío   | 3 | 3 | Cúcuta      |

Fecha 33 noviembre 30
| Bucaramanga | 2 | 2 | Santa Fe  |
| Cúcuta      | 1 | 1 | Nacional  |
| Tolima      | 3 | 3 | Quindío   |
| Pereira     | 4 | 2 | Manizales |
| Millonarios | 4 | 1 | América   |

Fecha 34 diciembre 07
| América   | 1 | 3 | Bucaramanga |
| Tolima    | 1 | 1 | Cúcuta      |
| Santa Fe  | 4 | 2 | Pereira     |
| Manizales | 3 | 2 | Nacional    |
| Quindío   | 0 | 3 | Millonarios |

Fecha 35 diciembre 14
| Bucaramanga | 1 | 0 | Quindío  |
| Nacional    | 1 | 1 | Santa Fe |
| Pereira     | 1 | 0 | América  |
| Manizales   | 3 | 2 | Cúcuta   |
| Millonarios | 4 | 1 | Tolima   |

Fecha 36 diciembre 21
| América  | 2 | 3 | Nacional    |
| Cúcuta   | 2 | 2 | Millonarios |
| Tolima   | 2 | 6 | Bucaramanga |
| Santa Fe | 2 | 0 | Manizales   |
| Quindío  | 4 | 0 | Pereira     |

| 1958                   | AME     | BUC     | CUC     | MAN     | MIL     | CAN     | PER     | QUI     | SFE     | TOL     |
| América de Cali        |         | 2:3 1:3 | 0:1 1:1 | 1:0 4:2 | 1:2 0:2 | 1:1 2:3 | 0:1 3:3 | 2:7 1:5 | 1:2 4:4 | 1:3 1:2 |
| Bucaramanga            | 2:0 4:2 |         | 3:1 2:0 | 4:1 3:5 | 4:2 1:0 | 2:0 0:0 | 0:3 3:0 | 1:1 1:0 | 1:1 2:2 | 2:1 2:1 |
| Cúcuta Deportivo       | 1:0 2:0 | 2:0 1:1 |         | 3:2 4:2 | 3:2 2:2 | 1:1 1:1 | 4:1 1:1 | 1:2 3:1 | 1:2 3:1 | 1:2 3:4 |
| Atlético Manizales     | 3:2 4:3 | 1:3 6:4 | 1:3 3:2 |         | 1:2 1:1 | 0:2 3:2 | 2:1 2:1 | 3:3 2:0 | 1:3 0:6 | 4:4 2:2 |
| Millonarios            | 5:2 4:1 | 4:1 1:2 | 0:0 5:2 | 0:1 3:2 |         | 1:1 1:3 | 2:1 2:2 | 2:1 3:0 | 0:3 2:0 | 1:1 4:1 |
| Atlético Nacional      | 0:1 1:2 | 2:2 2:1 | 3:2 2:1 | 4:2 4:0 | 1:4 1:0 |         | 4:0 3:0 | 2:0 2:4 | 2:2 1:1 | 2:4 1:1 |
| Deportivo Pereira      | 2:0 2:0 | 3:0 0:1 | 2:1 2:1 | 4:1 4:2 | 2:0 0:1 | 4:3 4:3 |         | 2:1 3:0 | 1:1 1:0 | 2:1 1:0 |
| Deportes Quindío       | 2:0 4:0 | 1:1 1:1 | 8:4 3:3 | 1:1 3:1 | 0:1 0:3 | 1:2 0:1 | 1:1 4:0 |         | 2:0 3:4 | 3:3 1:1 |
| Independiente Santa Fe | 5:2 4:1 | 1:0 3:2 | 3:0 1:1 | 3:3 2:0 | 1:1 0:1 | 3:3 2:1 | 2:2 4:2 | 2:0 3:1 |         | 3:2 2:2 |
| Deportes Tolima        | 6:2 2:0 | 1:0 2:6 | 1:1 1:1 | 5:0 2:1 | 0:2 0:2 | 1:1 2:1 | 1:0 0:2 | 1:1 3:3 | 1:1 1:1 |         |

|                                           |
| Bandera de Colombia                       |
| Campeón Independiente Santa Fe 2.º título |

## Goleadores
| Jugador                | Equipo               | Goles |
| ---------------------- | -------------------- | ----- |
| José Américo Montanini | Atlético Bucaramanga | 36    |
| Wálter Marcolini       | Deportes Quindío     | 35    |
| Norberto Sotelo        | Atlético Manizales   | 29    |